# Gislesten

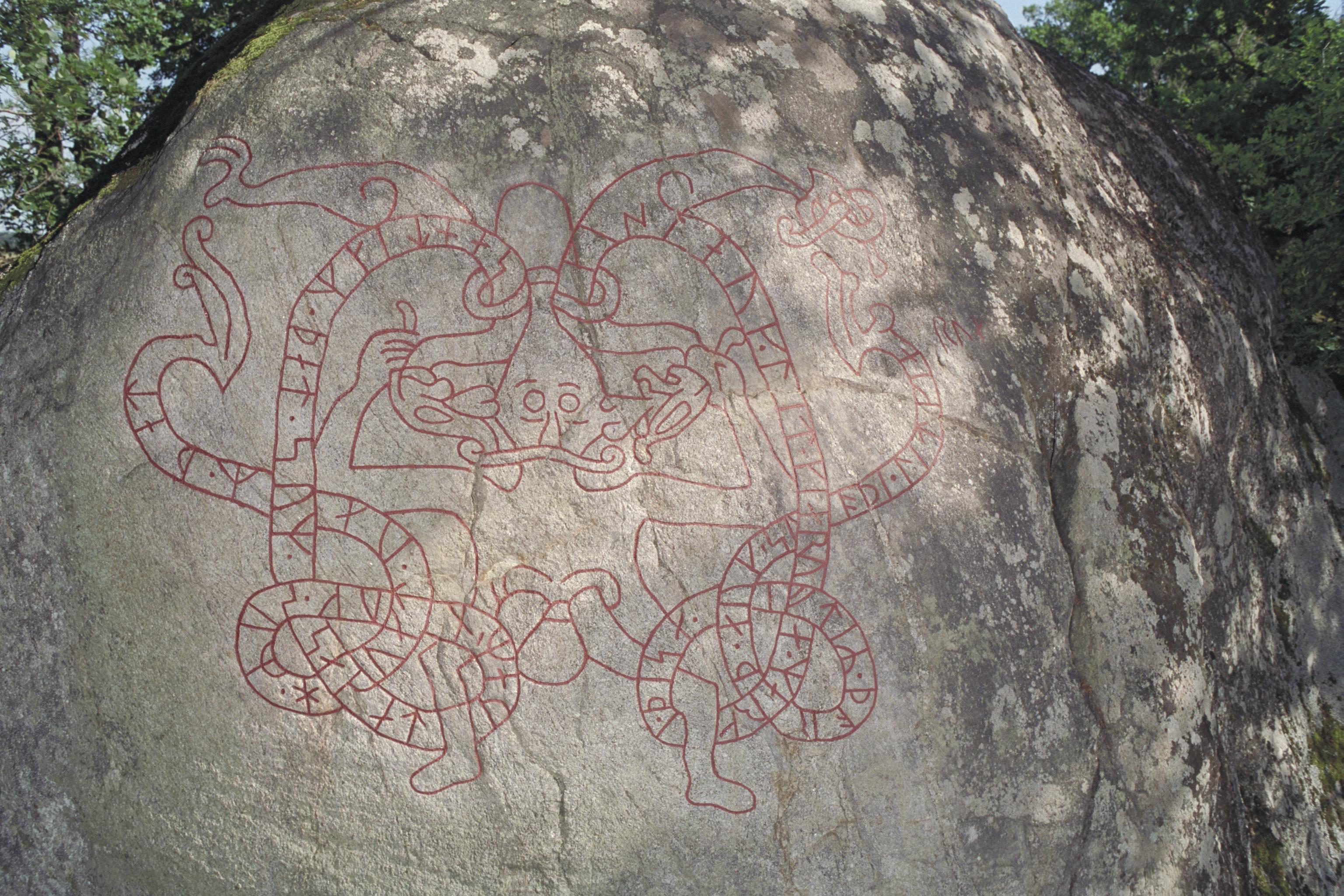
Gislesten

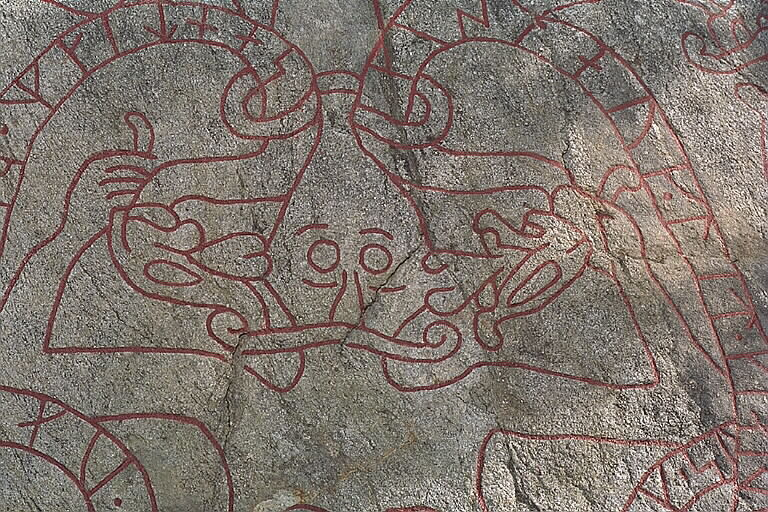
Detail Gislesten

Der Gislesten (auch Aspösten) oder Runenblock von Aspö – mit der RAÄ-Nr. Sö 175 bzw. Aspö 47:1 – ist ein Runenblock aus dem 11. Jahrhundert bei einem Lagnö (altschwed. Landeplatz für größere Schiffe) in Södermanland in Schweden.
Der Gislestein wurde im 16. Jahrhundert während einer Jagd vom Besitzer des Lagnös, dem Hofmarschall Jakob Bagge, entdeckt. Die frühe Identifikation als Gislestein zeigt, dass es Runenkundige waren, die kurz nach der Auffindung die ersten Runen als den Männernamen Gisle interpretierten.
Die Verzierung ist interessant. Ein schnurrbärtiger, breitbeinig stehender, nackter Mann mit einer spitzen Mütze steht zwischen zwei Schlangen. Einige Forscher haben Ähnlichkeiten mit einer kleinen Bronzestatuette des Fruchtbarkeitsgottes Freyr und einer Darstellung aus einer Kirche in Italien, die im Museo Civico di Pavia zu sehen ist, aufgezeigt.
Der Text lautet: Gislög ließ diese Ritzung nach Tord machen; Slide auch hatte dies getan. Wahr ist es, wie es gesagt wurde, und wie es gedacht war (bestimmt).
Die dem Runenmeister Balle zugeschriebene Ritzung ist etwa zwei Meter hoch und anderthalb Meter breit und steht senkrecht, was auf Runenblöcken selten ist. Der Abstand zum Boden beträgt heute etwa zwei Meter. Die Verhältnisse haben sich aber durch die Landhebung verändert, zuvor soll eine Wasserfläche bis an den Stein gereicht haben.